# Jacques Guérin
Jacques Guérin, né le 23 juin 1902 à Paris et mort le 6 août 2000 à Luzarches,, est un industriel français ès parfumerie, entrepreneur, philanthrope et collectionneur de manuscrits et de livres.

## Parcours
Fils naturel de Jeanne Louise Guérin, et de Gaston Monteux, richissime industriel de la chaussure et créateur des chaussures "Raoul", Jacques Guérin découvre très jeune sa passion des livres rares et des manuscrits d'écrivains. « J'ai acheté, raconte Jacques Guérin, le premier « Chant de Maldoror », plaquette éditée par Ducasse en 1868, lorsque j'étais étudiant, au prix de 300 francs, quand j'en avais 200 par mois. Pendant mon service militaire, à Remiremont, rentrant dans ma chambrette, j'ouvrais ma valise et prenais Lautréamont comme une maîtresse qu'on cache soigneusement. C'était mon luxe, ma joie. J'ai fait faire un emboîtage par un relieur de la ville ».
Il acquiert, entre autres, les manuscrits du Diable au corps et du Bal du comte d'Orgel de Raymond Radiguet en 1928 auprès de Jean Cocteau. Par la suite, il achète différents cahiers manuscrits d'À la recherche du temps perdu de Marcel Proust (connus sous le nom de « Cahiers Guérin »), ainsi que des lettres de l'auteur, des photographies, et du premier jeu d'épreuves corrigées de Du Côté de chez Swann, à Marthe Amiot, la veuve de Robert Proust. Jacques Guérin a été ami avec Erik Satie, Picasso, Maurice Rostand, Madeleine et Marcellin Castaing, Maurice Sachs, Jean Cocteau, Colette, Glenway Wescott, René Béhaine, Fénosa et de nombreux autres artistes et écrivains. Il a connu, entre autres, Djuna Barnes, Mireille Havet, les peintres Soutine, Bonnard et Vuillard.
En 1936, il prend la direction des Parfums d'Orsay et partage sa vie entre son appartement parisien, l'usine située à Puteaux et son domaine de Luzarches acquis en 1947. Il crée plusieurs parfums qui font date et fait travailler, entre autres, René Lalique pour ses flacons. 
En septembre 1947, il rencontre Violette Leduc dont il a admiré le premier livre, L'Asphyxie, grâce à Jean Genet rencontré en mars 1947 et auquel il a acheté le manuscrit de Querelle de Brest. Ce roman lui est d'ailleurs dédié (« à Jacques G. »).
Violette Leduc s'éprend sans retour, avec une intensité qui frôlera la folie, de Jacques Guérin. C'est le début d'une amitié fidèle mais difficile. Jacques fait publier à ses frais les éditions de luxe de deux livres de Violette : L'Affamée (qu'elle lui dédie) et Thérèse et Isabelle (toujours dédié à Guérin), première partie de son roman nommé Ravages, censuré par Gallimard en 1954 et que Jacques Guérin publiera à part en 1955 (un tirage fort restreint, de 28 exemplaires).
En 1953, il acquiert le manuscrit d'Une saison en enfer d'Arthur Rimbaud, auprès du libraire parisien Henri Matarasso.
En 1982, il quitte la présidence des Parfums d'Orsay. L'année suivante, il organise une première vente de ses manuscrits. La Bibliothèque nationale de France réussit à préempter quelques pièces, dont les manuscrits de Proust. Le 17 novembre 1998, une nouvelle vente est organisée par Michel Castaing, la huitième :  l’État préempte le manuscrit d'Une saison en enfer pour 2,9 millions de francs. S'y trouvaient également dix poèmes autographes de Rimbaud et deux lettres originales signées Isidore Ducasse.
La bibliothèque de Jacques Guérin comportait plus de 2 000 pièces, allant de Montaigne à Genet, en passant par la première édition en huit volumes des pièces de Molière, ce qui en fait l'un, sinon le, plus grand collectionneur de livres et manuscrits français du XXe siècle.
En 1991, il lègue à la ville de Chartres les tableaux de son frère, le peintre Jean Guérin (14 septembre 1903-28 juillet 1966).

## Vie privée
Jacques Guérin a vécu, pendant près de cinquante ans, avec son fidèle compagnon, Jean Boy (1907-1980), modiste, originaire d'Arcachon.
Il est l'oncle de François Reichenbach, celui-ci étant le fils de Germaine Monteux demi-sœur de Jacques G.

## Dans unereprésentation
Jacques Guérin est joué par Olivier Gourmet dans le film Violette de Martin Provost (2013).